# 난샹 북역
난샹 북역(南翔北站)은 상하이시 자딩구 난샹진 진창로의 남쪽과 자민 고가로의 서쪽에 위치한 후닝 성제철로의 철도역이다.

## 역 구조

### 역사
역사의 건축 면적은 2천 평방미터이다. 역사는 지상 1층, 부분 2층으로 되어있다.
- 진창서로(金昌西路) 북측, 1층 역 입구에 위치
- 역사 서쪽 매표소
- 입구 및 대기실
- 개찰구

### 승강장
역은 2면 4선으로 되어 있는데, 노선 중 2개가 정차선, 2개가 통과선이며, 승강장은 2개의 상대식 승강장으로 되어있다.
| 2F | 상대식 승강장 | 상대식 승강장                          |
| 2F | 2번 승강장    | 후닝 고속철도 난징 방면(안팅 북역)     |
| 2F | 통과선        | 후닝 고속철도상행열차 통과선           |
| 2F | 통과선        | 후닝 고속철도하행열차 통과선           |
| 2F | 1번 승강장    | 후닝 고속철도 상하이 방면(상하이 서역) |
| 2F | 상대식 승강장 |                                        |
| 2F | 대합실        | 매표소, 자동발매기, 개집표기, 대기구역 |
| 1F | 외부 구역     | 역실 1층, 진창 서로, 버스정류장        |

## 연결 가능한 대중교통
난샹 북역(南翔北火车站) 정류장
- 난샹 3로(南翔3路)
- 난샹 4로(南翔4路)
- 난샹 52로(嘉定52路)

## 인접역
| 중국 철로     | 중국 철로     | 중국 철로       |
| ------------- | ------------- | --------------- |
| 안팅베이 난징 | 후닝 고속철도 | 상하이시 상하이 |

## 같이 보기
- 난샹역 (징후 철로)